# Mehren (Westerwald)

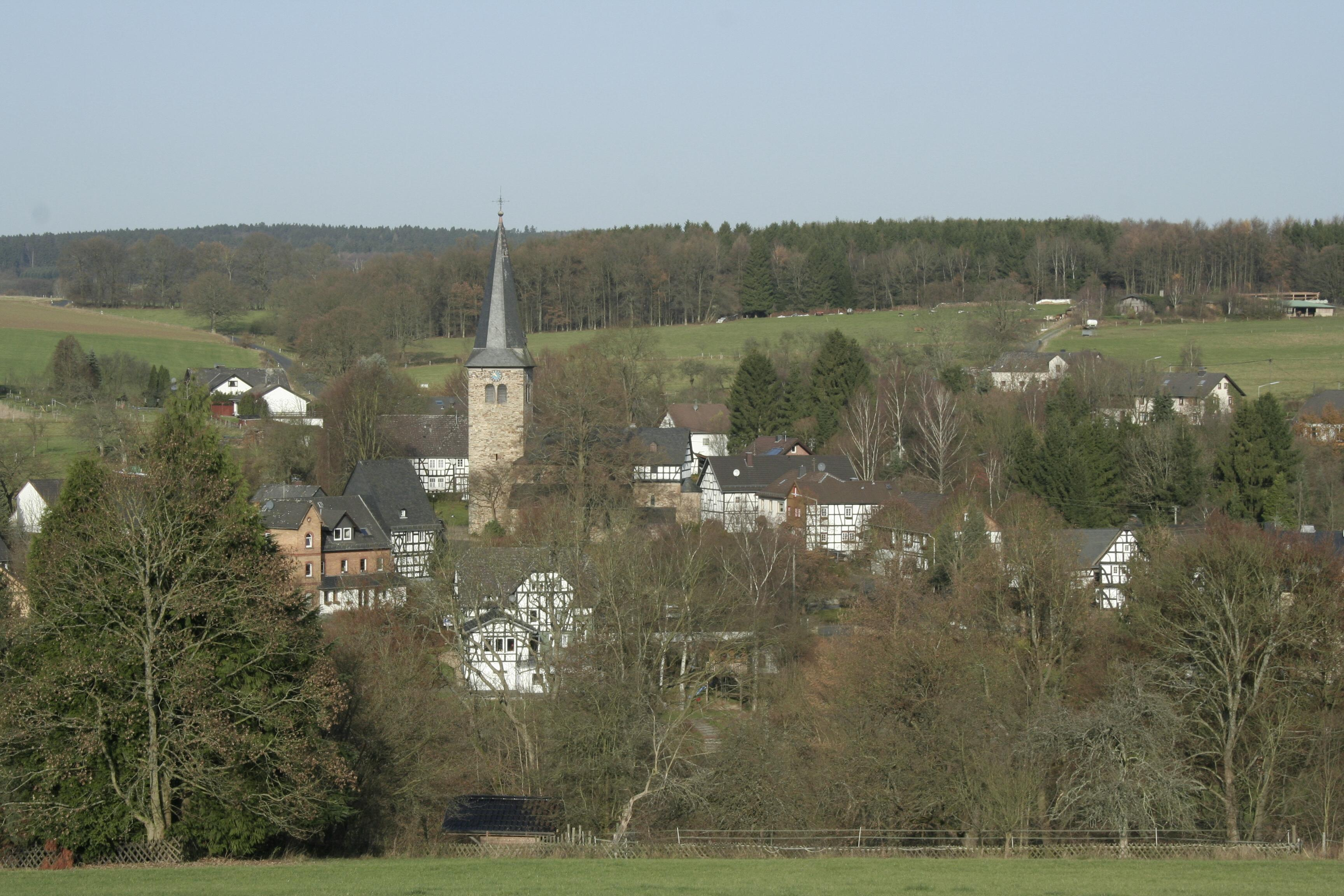
Mehren im Westerwald

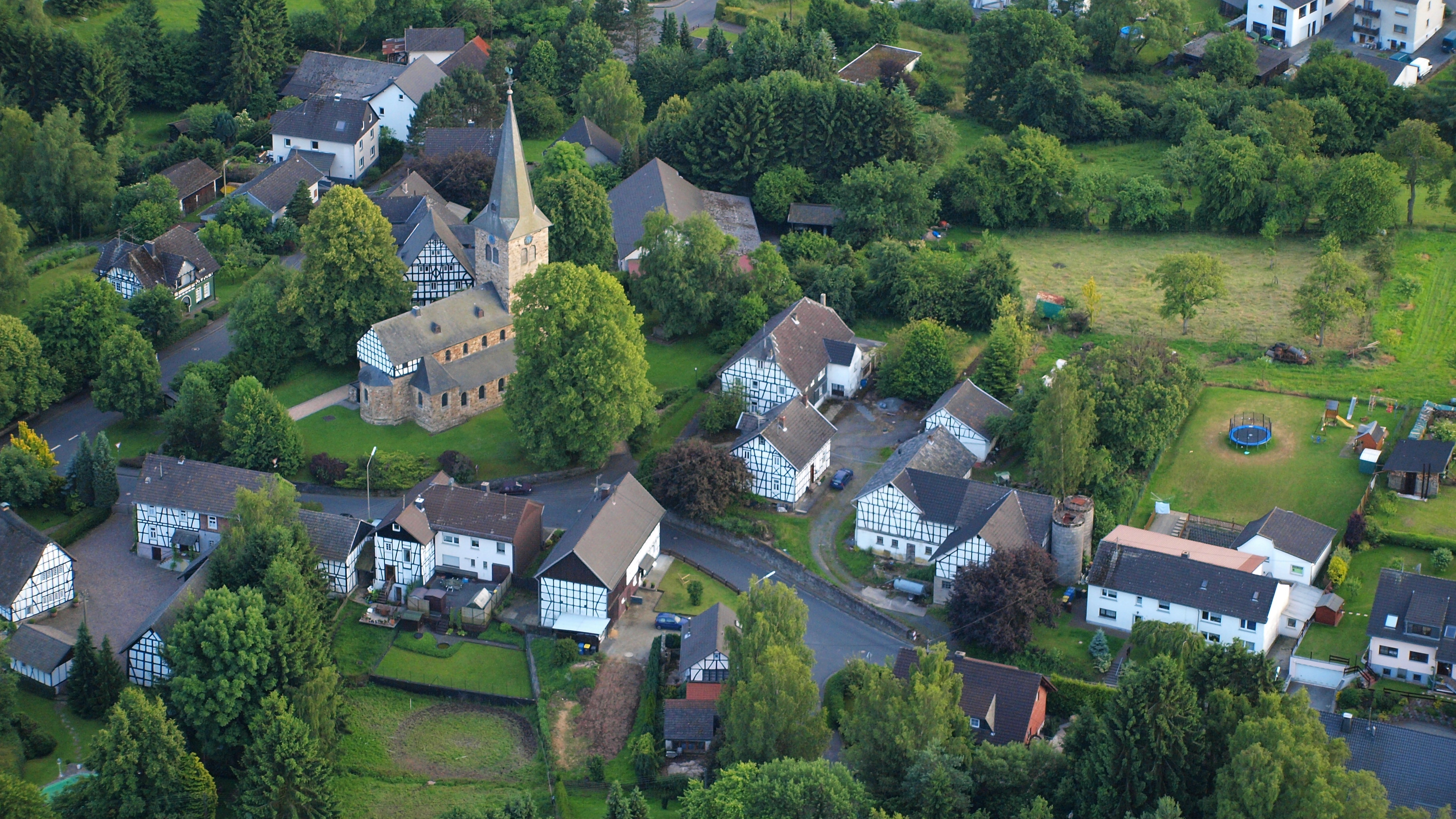
Mehren (Luftaufnahme)

Mehren ist eine Ortsgemeinde im Landkreis Altenkirchen (Westerwald) in Rheinland-Pfalz. Sie gehört der Verbandsgemeinde Altenkirchen-Flammersfeld an.

## Geographie
Mehren liegt am nördlichen Rand eines ausgedehnten Waldgebiets (Staatsforst Altenkirchen). Durch den Ort fließt der Mehrbach, der unterhalb des Pfarrhauses einen Weiher speist. Nachbarorte sind Fiersbach und Ersfeld im Norden, Kraam im Nordosten, Ziegenhain im Südosten und Hirz-Maulsbach im Westen.
Zu Mehren gehören die Ortsteile Adorf und Seifen.

## Geschichte
Nach bislang erster schriftlicher Erwähnung im Jahr 1265 feierte der Ort 2015 sein 750-jähriges Bestehen. Man nimmt jedoch an, dass die Gemarkung um Mehren schon in fränkischer Zeit besiedelt war. Der Ort entstand vermutlich zur Zeit der Völkerwanderung. Bereits während der karolingischen Gauverwaltung dürfte der Raum Mehren eine germanische Großgrundherrschaft gebildet haben. Nach der Aufteilung des Mittelreiches um 870 konnten dann die Gaugrafen des Auelgaues die Besiedelung und Erschließung dieses Landesteils durchführen. Dazu gehörte wohl auch im 11./12. Jahrhundert der Bau der Ortskirche.
Erst im Jahre 1406 wird ein Rorich Henrici de Meerne (… von Mehren), Priester der Diözese Köln, genannt und in den folgenden Jahrzehnten einige weitere Richter zu Mehren. Doppelgräben, die im Volksmund Römergräben hießen, gaben Hinweise auf nahe Grenzbefestigungen zwischen Kurköln und der Grafschaft Sayn, die zwischen 1300 und 1500 entstanden sein sollen.
Eine ganze Reihe verschiedener Formen des Ortsnamens sind bekannt: 1265 Mirne, 1274 Merne, 1316 Meirne, 1359 Merin, 1406 Meerne und 1430 Meirren. In Urkunden des Kirchdorfs Flammersfeld taucht im 14. und 15. Jahrhundert Myrne und abweichend auf einer Landkarte Myrl auf. Aus letzterem wurde geschlossen, dass der Name eine fränkisch-christliche Gründung ausweist, die zu Ehren der Gottesmutter Maria erfolgte, und daher Mehren eine Ableitung von Marien ist. Dem widerspricht, dass die Bachnamen in der Regel älter sind als die den Bachnamen entlehnten Ortsnamen, dessen Bezeichnung sich von einem früheren Sumpfgebiet im Quellbereich ableiten kann.:4 Die Bezeichnung Forst Mehren, späterer Ortsname von Forstmehren, gibt Hinweise auf ein damaliges Königsgut.:6
Einstmals soll in Mehren direkt am Mehrbach eine kleine Wasserburg gestanden haben, die dem niederen Dorfadel als Wohnsitz diente. Hiervon sind jedoch keinerlei Überreste erhalten, und der einzige Verweis auf diesen Bau findet sich in einer Flurkarte des Katasteramtes Altenkirchen mit der Bezeichnung eines Flurstückes „In der Burgwiese“.
1931 erhielt Mehren eine eigene Poststelle der Klasse II im Bezirk des Postamts Asbach.

### Jüdische Gemeinde Mehren
In Mehren bestand zeitweise im 19. Jahrhundert eine kleine jüdische Gemeinde. Die Zahl der jüdischen Einwohner entwickelte sich wie folgt: 1837 gab es 19 (von insgesamt 230 Einwohnern), 1858 17 und 1895 15 Einwohner. Zeitweise gab es auch eine Betstube. In Mehren waren noch zu Beginn des 20. Jahrhunderts mehrere jüdische Familien ansässig. Alle jüdischen Familien, einige Viehhändler, waren in das gesellschaftliche und wirtschaftliche Leben der Gemeinde integriert; auch hatte die Gemeinde in einem Haus christlicher Mitbürger eine Judenschule einrichten können. Bis zur Fertigstellung der Synagoge in Altenkirchen im Jahr 1884 kamen die Menschen jüdischen Glaubens am Sabbattag aus den umliegenden Gemeinden Flammersfeld und Oberlahr nach Mehren zur Feier des Sabbatfestes. 1925 gab es keine jüdischen Einwohner mehr in Mehren.

### Bevölkerungsentwicklung
Die Entwicklung der Einwohnerzahl der Gemeinde Mehren, die Werte von 1871 bis 1987 beruhen auf Volkszählungen.
| Jahr | Einwohner |
| ---- | --------- |
| 1815 | 191       |
| 1835 | 257       |
| 1871 | 286       |
| 1905 | 273       |
| 1939 | 243       |

| Jahr | Einwohner |
| ---- | --------- |
| 1950 | 276       |
| 1961 | 243       |
| 1970 | 279       |
| 1987 | 320       |
| 1993 | 446       |

| Jahr | Einwohner |
| ---- | --------- |
| 1999 | 498       |
| 2005 | 497       |
| 2011 | 504       |
| 2017 | 468       |
| 2023 | 488       |

## Politik

### Gemeinderat
Der Gemeinderat in Mehren besteht aus acht Ratsmitgliedern, die bei der Kommunalwahl am 9. Juni 2024 in einer Mehrheitswahl gewählt wurden, und dem ehrenamtlichen Ortsbürgermeister als Vorsitzendem. Bis 2009 gehörten dem Gemeinderat zwölf Ratsmitglieder an.

### Bürgermeister
Thomas Schnabel wurde bei der Direktwahl am 26. Mai 2019 mit einem Stimmenanteil von 85,71 % und am 9. Juni 2024 als einziger Bewerber mit 80,5 % jeweils für weitere fünf Jahre in seinem Amt bestätigt.

### Wappen
Den Mittelpunkt des Ortswappens bildet die romanische Kirche mit ihrem Fachwerkspeicher. Das runde Medaillon im rechten Feld des Wappens stammt von einer Grabplatte vor dem Chorraum innerhalb der Kirche, die das Grab eines Johann von Mehren abdecken soll. Die abgebildete Kreuzblume und die gekreuzten Schlüssel sollen dabei die Schlüsselgewalt und den Bann des Lebens darstellen. Der links abgebildete Krug mit den Initialen des britischen Königs und Kurfürsten von Hannover, Georg II., deutet auf die 1737 in Mehren gegründete Kannenbäckerzunft hin. Die farbliche Gestaltung bezieht sich mit dem Grün des linken Feldes auf die Landschaft des Westerwaldes, das zentrale gelbe Feld ist ein Verweis auf das „Gold“ der Ährenfelder, und der blaue rechte Teil ist Zeichen für das Wasser des Mehrbachs.

## Kultur und Sehenswürdigkeiten
Mehren gilt – insbesondere auch wegen der zahlreichen und gut erhaltenen alten Fachwerkbauten – als eine der schönsten Ortschaften der Region. Bestätigt wurde dies mit der zweimaligen Auszeichnung einer Silbermedaille beim Bundeswettbewerb „Unser Dorf soll schöner werden – Unser Dorf hat Zukunft“ 1983 und 1989 als Vertreter des Landes Rheinland-Pfalz.
In der Ortsmitte unterhalb des Pfarrhauses befindet sich ein angelegter Weiher, an dem der im Jahre 2008 eröffnete Westerwaldsteig, ein 235 Kilometer langer Premiumwanderweg zwischen Herborn und Bad Hönningen, vorbeiführt.

### Romanische Kirche

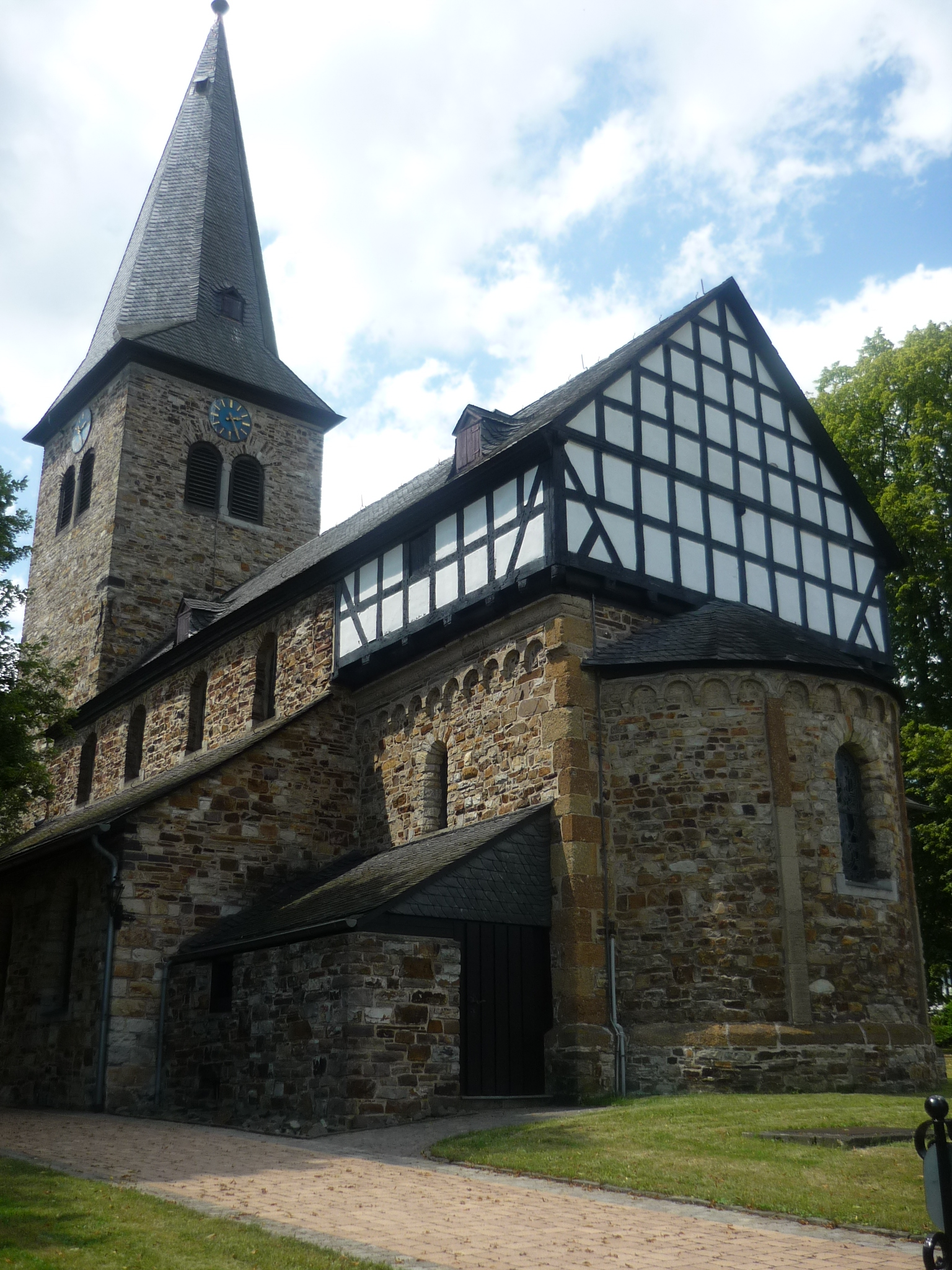
Romanische Kirche in Mehren

Sehenswert ist die als dreischiffige Pfeilerbasilika im 12. Jahrhundert aus Mauer- und Fachwerk errichtete evangelische Pfarrkirche. Sie ist eine der ältesten spätromanischen Dorfkirchen des Westerwaldes, wie sie auch in Kircheib, Birnbach, Höchstenbach oder Almersbach zu finden sind. Ihr Patrozinium lässt sich nicht mehr mit Sicherheit klären. Sie gehört in die Reihe der kleinen, dreischiffigen Bruchsteinbauten mit flachgedecktem Schiff und gewölbtem Chor. Über diesem befindet sich ein malerischer Fachwerkspeicher, der um 1744 hinzugefügt wurde, um die Probleme mit dem zweifach gestuften Dach in den Griff zu bekommen und Chor und Schiff unter einem gemeinsamen Dach zusammenzufassen. Während das Kirchenschiff flachgedeckt ist, hat der Chor ein Kreuzgratgewölbe. Um 1910 wurde die Kirche restauriert und die Seitenschiffe dabei fast vollständig erneuert.
Der Guss der ältesten in der Mehrener Kirche hängenden Kirchenglocken wird auf den Anfang des 14. Jahrhunderts datiert; sie trägt die Inschrift O Rex Glorie veni cum pace, Ych heissen maria. Der Neubau des Pfarrhauses ersetzte 1859 einen alten, verfallenen Vorgängerbau. Das neue Haus wurde, wie die zehn Jahre zuvor entstandene Schule, in Bruchsteinen errichtet. Durch einen Zwischenbau wurde es mit dem Mitte der 1950er Jahre entstandenen Gemeindehaus verbunden, das als ökumenisches Jugendlager aus Mitteln des ökumenischen Rates in Genf gebaut wurde.

### Alte Schule
Unter den Fachwerkbauten des Ortes ragt insbesondere die sogenannte „ahl schul“, die „Alte Schule“ heraus, ein im Privatbesitz befindliches spätgotisches Bauwerk aus dem 16. Jahrhundert. Ältester beurkundeter Kirchspielschulmeister war Johann Jakob Altgeld, der 1919 genannt wurde.

### Neue Schule
Das heute im Privatbesitz befindliche Gebäude der „Neuen Schule“ entstand 1860, nachdem zuvor beschlossen worden war, die Schule in Mehren zweizügig zu führen. Im August 1971 wurde der Schulstandort Mehren endgültig aufgelöst. Über die Verlegung der Volksschule in den 1950er Jahren in die damalige Katholische Schule Weyerbusch zog sich ein mehrjähriger Streit der Ortsgemeinde mit Kreis- und Bezirksregierung hin, da „die Gemeinde kein katholisches Kind im schulpflichtigen Alter habe“. Ein Vergleich beendete den Streit; so wurde in Weyerbusch eine evangelische Mittelpunktschule für das 7., 8. und das neu zu schaffende 9. Schuljahr gebildet.:71

### Bulles’ Je
Unterhalb der „Alten Schule“ befindet sich das 1547 erbaute ehemalige Verlies von Mehren, welches auch Bulles’ Je genannt wurde. Auch wenn es sich heute in Privatbesitz befindet, so ist die Tür des alten Ortsgefängnisses tagsüber unverschlossen, und Besucher sind herzlich willkommen.

### Freilichtbühne
In den 1990er Jahren wurde im Ort oberhalb des Weihers eine Freilichtbühne geschaffen, die von vielen Vereinen und Kulturschaffenden des Westerwalds genutzt wird.

### Sprache
Nach Hermann-Josef Roth gilt der Mehrbach als Grenze des kölnischen Dialektes.

### Veranstaltungen
Neben dem Erntedankfest, welches regelmäßig alle zwei Jahre mit ökumenischem Gottesdienst und einem großen Umzug gefeiert wird, ist das alljährliche Lichterfest im Sommer mit seinem spektakulären Feuerwerk am Dorfweiher unter der Freilichtbühne zu einer festen Einrichtung geworden, die weit über die regionalen Grenzen hinweg Beachtung findet und mittlerweile Besucher aus ganz Deutschland anzieht.

### Vereinswesen
Mehren verfügt über eine Reihe von eingetragenen Vereinen, die neben der Ausübung ihrer kulturellen und sozialen Aufgaben regelmäßig durch mehr oder weniger große Veranstaltungen innerhalb und außerhalb der Region für Aufmerksamkeit sorgen.

#### Gemischter Chor Mehren e. V.
Seit 1887 gibt es in Mehren einen organisierten Gesangsverein, der 1949 als Kirchenchor, dann ein Jahr später als Gemischter Chor neu gegründet wurde und heute 32 aktive und über 120 passive Mitglieder zählt. Zudem verfügt er über einen Kinderchor und eine Flötengruppe. Neben zahlreichen Veranstaltungen in der Region und in Mehren selbst ist der Gemischte Chor Mehren e. V. auch durch Konzertreisen in der Schweiz, den Niederlanden und Österreich, sowie aus einer Reihe von Fernsehauftritten bekannt. Er zählt zu den wesentlichen Kulturträgern im Mehrbachtal.

#### Freiwillige Feuerwehr Mehren
Die Freiwillige Feuerwehr Mehren wurde 1934 gegründet. Sie gehört heute durch die Verlagerung der Verantwortlichkeit für das Feuerlöschwesen auf die Amtsverwaltungen der Verbandsgemeinde-Feuerwehr Altenkirchen an. Sie ist eine Pflichteinrichtung der Gemeinde bzw. Verbandsgemeinde und verfügt in Mehren über 37 aktive Feuerwehrangehörige, sowie die 25-köpfige Jugendfeuerwehr, welche im Jahr 2000 gegründet wurde. Zum Einzugsbereich gehören Ersfeld, Fiersbach, Forstmehren, Hirz-Maulsbach, Kircheib und Kraam (ohne den Ortsteil Heuberg). Zur Unterstützung bei größeren Anschaffungen oder Vorhaben wurde 1995 der Förderverein der Freiwilligen Feuerwehr Mehren e. V. gegründet. Die Freiwillige Feuerwehr Mehren verfügt ein Tanklöschfahrzeug und zwei Mehrzweckfahrzeuge der Klasse 1 und 2.

#### Sonstige Vereine
In Mehren finden sich zudem ein Imkerverein e. V., der Dorfverschönerungsverein, der für interessierte Personen oder Gruppen einen geführten Dorfrundgang anbietet, sowie die Jagdgenossenschaft Mehren.

## Wirtschaft und Infrastruktur
Mehren verfügt über eine ganze Reihe von Gewerbe- und Handwerksbetrieben, ein Altenpflegezentrum, sowie ein Hotel-Restaurant im Ortsteil Adorf-Seifen. Der einstmals vorhandene Dorfladen wird bereits seit vielen Jahren nicht mehr betrieben. Ein Gemeindehaus steht Vereinen und Interessenten für Veranstaltungen und Festivitäten zur Verfügung. Durch Mehren hindurch führt die Kreisstraße 24, die den Ort mit der vier Kilometer entfernten Bundesstraße 8 verbindet. Die Autobahnen A3 und A59 sind etwa zwanzig Kilometer entfernt. Einkaufsmöglichkeiten, Grundschule, Ärzte und Apotheken finden sich im fünf Kilometer entfernten Weyerbusch.